# Weeg (Much)
Weeg ist ein Ortsteil der Gemeinde Much. Im Jahr 1402 wurde Weeg zum ersten Mal urkundlich erwähnt.

## Lage
Weeg liegt am rechten Hang des Werschbachtal südöstlich nahe Marienfeld. Nachbarort im Südosten ist Erlen. Weeg ist über die Landesstraße 312 erreichbar.

## Religion
Der Ort ist katholisch geprägt.
Eine ehemals von dem Bürger Gerhard Stümper (1744–1808) geplante Kirche wurde nie verwirklicht, obwohl er einen Bauplatz zur Verfügung gestellt hatte und testamentarisch die Nutzung seines Vermögens außer für den Neubau der 1837 eröffneten Volksschule in Marienfeld auch für kirchliche Zwecke ermöglicht hatte. Die Errichtung einiger Wegekreuze auf dem Kirchweg nach Much geht auch auf Gerhard Stümper zurück.
Von dem Weeger Bürger Philipp Tillmann (1825–1911) stammt der dortige Kreuzweg. Außerdem unterstützte er den Bau der Kirche in Marienfeld finanziell.
Im Zweiten Weltkrieg gelobte der Weeger Bürger Wilhelm Höhner (1881–1963), dass er in Weeg eine Kapelle bauen würde, wenn der Ort und die Soldaten im Feld verschont blieben. 1948 wurde mit dem Bau der Kapelle begonnen, die am 1. Mai 1949 als Marienkapelle eingeweiht wurde. Jedes Jahr werden hier Maiandachten gehalten.

## Einwohner
1901 hatte der Weiler 61 Einwohner. Aufgeführt sind hier die Haushalte Handelsmann P. J. Diederichs, Ackerer Peter Josef Funken, Ackerer Wilhelm Höhner, Ackerer Jakob Hoffmann, Ackerer Gerhard Kreuzer, Ackerer Peter Kreuzer, Ackerer Heinrich Josef Steimel, Ackerin Anna Elisabeth Steinbach, Näherin Katharina Steinbach, zwei Ackerer Johann Stümper, Ackerer Joh. Peter Stümper, Schuster Peter Josef Stümper und Ackerer Philipp Tillmann.
Von ehemals zwölf landwirtschaftlichen Betrieben werden heute noch zwei Vollerwerbs- und drei Nebenerwerbsbetriebe bewirtschaftet.

## Sport
Aus dem 1945 in Weeg gegründeten Sportverein entstand später der VfR Marienfeld. Heute gibt es in Weeg außerdem Hobbyfußballmannschaften sowohl für Herren als auch für Damen.

## Sonstiges
1995 stellte Weeg das Erntepaar beim Erntedankfest in Birrenbachshöhe  sowie 2014 beim Ernteverein Bröltal. Seitdem wird in jedem Jahr ein Erntewagen gebaut, mit dem der Ort an den umliegenden Erntezügen teilnimmt.